# Stadtkreis Laduschkin
Der Stadtkreis Laduschkin (administrativ-territorial: russisch Город областного значения Ладушкин (Stadt von Oblastbedeutung Laduschkin), „munizipal“: russisch Ладушкинский городской округ (Stadtkreis Laduschkin)) ist eine Verwaltungseinheit in der russischen Oblast Kaliningrad. Sein Verwaltungssitz ist die Stadt Laduschkin (Ludwigsort).
Der Stadtkreis liegt etwa 25 Kilometer südwestlich der Stadt Kaliningrad am Frischen Haff. Nördlich grenzt er an den Rajon Gurjewsk, im Osten und Süden an den Rajon Bagrationowsk.

## Orte
| Ortsname              | deutscher Name    |
| --------------------- | ----------------- |
| Stadt:                |                   |
| Laduschkin (Ладушкин) | Ludwigsort        |
| Siedlungen:           |                   |
| Ladygino (Ладыгино)   | Korschenruh       |
| Uljanowka (Ульяновка) | Klein Hoppenbruch |

## Geschichte
Auf dem Territorium des Rajon Bagrationowsk wurde im Jahr 1997 die kommunale Selbstverwaltungseinheit Stadt Laduschkin (ru. Город Ладушкин, Gorod Laduschkin) eingerichtet. Im Jahr 2004 bekam diese Verwaltungseinheit den Status eines Stadtkreises (ru. Ладушкинский городской округ, Laduschkinski gorodskoi okrug). Im Jahr 2010 wurde der Stadtkreis auch administrativ-territorial etabliert.

### Einwohnerentwicklung
| Jahr | Einwohner |
| ---- | --------- |
| 2010 | 3.877     |
| 2021 | 3.761     |

### Funktionsträger

#### Vorsitzende
- (1996–)2004: Nikolai Fjodorowitsch Durnew (Николай Фёдорович Дурнев)
- 2004–2007: Stanislaw Borissowitsch Dembizki (Станислав Борисович Дембицкий)
- 2007–2015: Oleg Alexandrowitsch Rassolow (Олег Александрович Рассолов)
- 2015: Igor Wiktorowitsch Djatlow (Игорь Викторович Дятлов) (i. V.)
- 2015–2017: Tatjana Wadimowna Kowtun (Татьяна Вадимовна Ковтун)
- 2017–2018: Juri Wiktorowitsch Chonin (Юрий Викторович Хонин)
- 2018–2020: Nikolai Fjodorowitsch Durnew (Николай Фёдорович Дурнев)
- seit 2020: Achill Makedonowitsch Feocharidi (Ахилл Македонович Феохариди)

#### Verwaltungschefs
- 2016–2018: Alexei Wladimirowitsch Rodin (Алексей Владимирович Родин)
- 2018–2020: Anton Wladimirowitsch Tkatschenko
- seit 2020: Michail Michailowitsch Makarow (Михаил Михайлович Макаров)